# نحمان خاطوفا

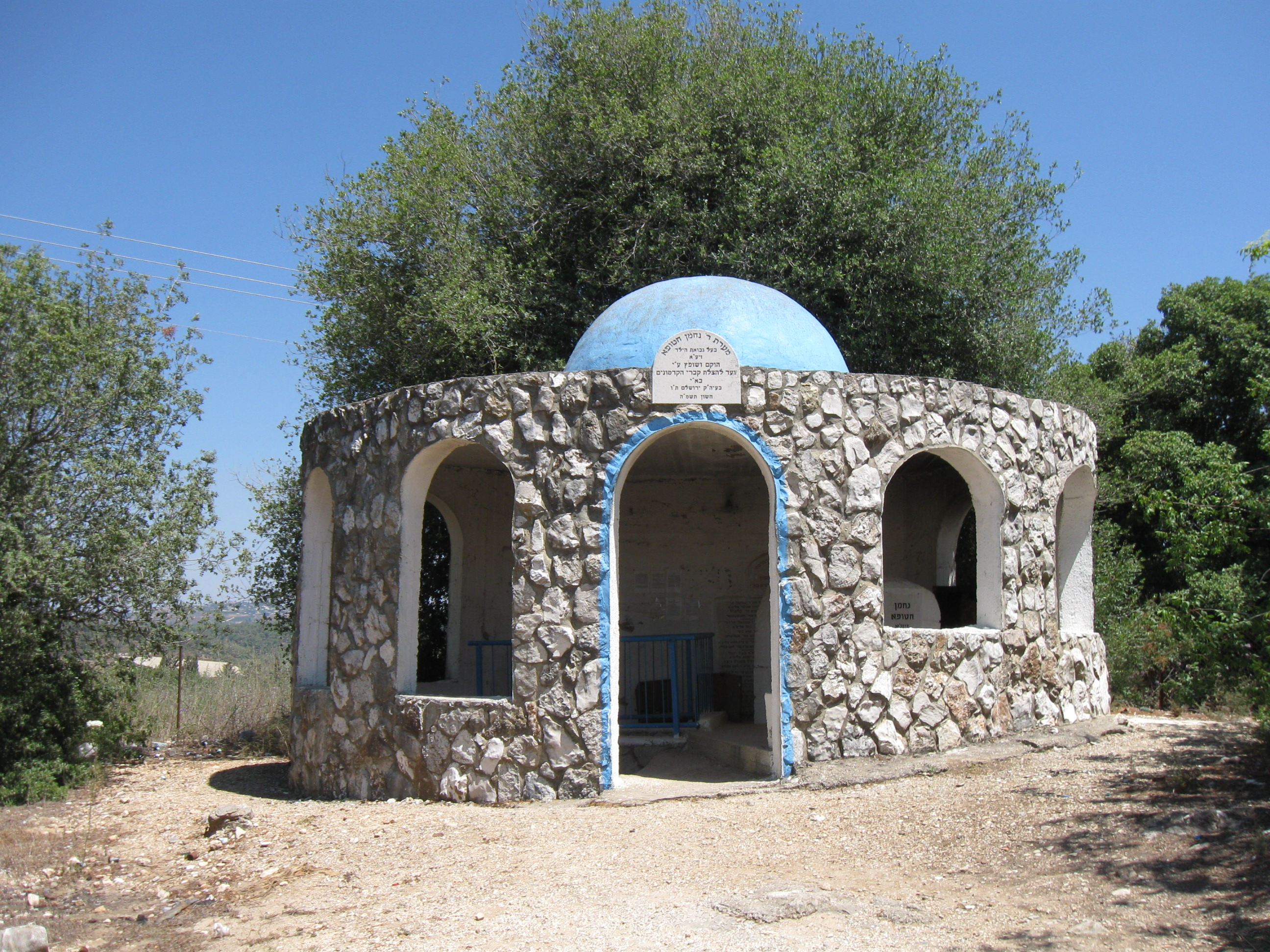
آرامگاه نحمان خاطوفا در نزدیکی برعام

نحمان بن پنحاس معروف به نحمان خاطوفا که نحمان گرفتار نیز نامیده می‌شود (زیرا مرگ او را ربوده بود؛ ۲۹ اوت ۴۷۴)، شخصیتی از نویسنده کتاب «پیشگویی کودک» یا «وحی کودک» است. قبر او که در منطقه برعام در جلیل علیا واقع شده است، مکانی مقدس محسوب می‌شود که به عقیده باورمندانش، به لطف این شخص، ناباروری افراد درمان شده و فرزندانی به دنیا آمده‌اند.

## افسانه‌ای که با نام او گره خورده است
داستانی دربارهٔ پسری وجود دارد که از زوجی صالح، پنحاس و راحیل، که فرزندی نداشتند، به دنیا آمد و او را نحمان نامیدند - زیرا او در سال‌های نازایی آنها را تسلی می‌داد. در روز اول تولد، این پسر شروع به گفتن کلمات تورات کرد. پدرش ترسید و پسر تا دوازدهمین سالگرد تولدش ساکت ماند و زمانی که دهانش را باز کرد، تمام آنچه را که تا آمدن عیسی مسیح اتفاق می‌افتاد، پیشگویی کرد. وقتی صحبتش تمام شد، در مقابل چشمان والدینش، به زمین افتاد و مرد؛ بنابراین، او را نحمان خطوفا نامیدند - زیرا گلچین شد.
او در آغاز ماه هفتم بارداری، در صبح روز پنجشنبه، در اول ماه تیشری یهودی، پس از ۴۰۵ سال بعد از دومین هولوکاست که ششمین سال شمیتا است، به دنیا آمد. پیشگویی‌های او در کتاب «پیشگویی کودک» نوشته شده است.

## دیدگاه مسلمانان شیعه ایرانی

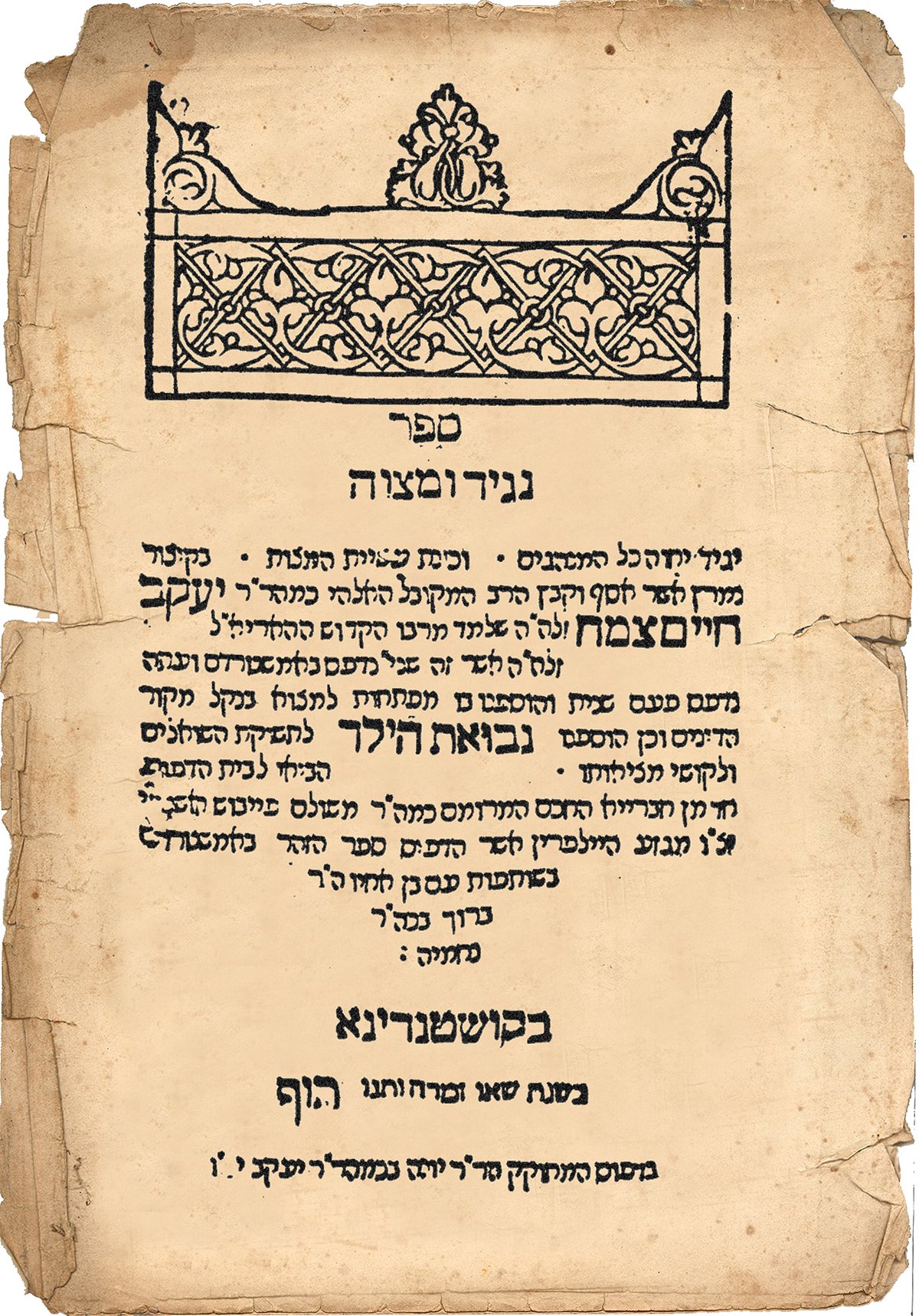
تصویری از کتاب پیشگویی کودک به زبان عبری

کتاب «پیشگویی کودک» یا «وحی کودک» از دید مسلمانان شیعه ایرانی هم مورد توجه بوده است و آیت‌الله محمد صادقی تهرانی در کتاب «بشارات عهدین» که چاپ اول آن در سال ۱۳۳۶ شمسی منتشر شد، می‌نویسد:
مرحوم محمدرضا جدیدالاسلام (که از مراجع بزرگ روحانیت یهود بوده و پس از تأمل به آیین مبین اسلام مشرّف گشته) در کتاب رد الیهود (موسوم به منقول رضایی) که به زبان عبری تالیف نموده است، می‌نویسد: …مدت مدیدی در جست‌وجوی کتاب وحی کودک [پیشگویی کودک] بودم و چون علمای یهود اهتمام بر نابود کردن آن داشته‌اند هرچند جست‌وجو نمودم بدان دست نیافتم تا آن‌که بر حسب اتفاق کتابی از کتب بنی‌اسرائیل به نام «تبعید و میصواه» برای چاپ به چاپخانه برده شد و از حسن تصادف نسخه صحیحی از وحی کودک موسوم به نِبوئت هَیِلد با آن کتاب در یک جلد بوده و به نظر علمای آن زمان هم (علمای یهود) رسیده و بر صحت آن گواهی داده و مقدمه‌ای هم در شرح حال کودک مزبور بر آن نوشته بودند. پس از آن‌که کتاب فوق به طبع رسید یک جلد آن به دست این مستبصر بدین الله افتاد و با توفیق الهی به شرح و بیان آیات آن پرداخته…
صادقی تهرانی پس از این نقل قول از محمدرضا جدید الاسلام، می‌نویسد:
گرچه نگارنده مدعی نیست که تنها نقل یک نفر از علمای یهود که به دین اسلام مشرف شده در اطمینان به آسمانی بودن یک کتاب کفایت می کند … با در نظر گرفتن این‌که پیشگویی‌های کودک مزبور به وقوع پیوسته جملات این کتاب را نمی‌توان به غیر وحی الهی و الهام، نسبت داد.
به هر حال این جملات به مخاطب القا می‌کنند: با متنی روبه‌رو است که ادعا می‌شود از تراث یهودی است اما تاکنون فقط یک نفر یهودی، آن‌هم یهودی مسلمان شده و آن‌هم پس از اسلام آوردنش، آن‌را برای ما معرفی و روایت کرده است. خواهی نخواهی در چنین وضعی، دل مخاطب به سندیّت متن، قرص نیست.
واقعیت این است که حداقل یک منبع فارسی دیگر نیز وحی کودک را به غیریهودیان معرفی کرده بود، اما در زمان تألیف کتاب «بشارات عهدین» مورد توجه مرحوم صادقی تهرانی قرار نگرفته است. مرحوم میرزا محمدرضا جدیدالاسلام در فروردین ۱۲۰۱ شمسی، اسلام آوردن خود را در تهران اعلام کرده است. او در همان حوالی، کتاب خود را که سال‌ها بعد ترجمه فارسی آن به «منقول رضایی» یا «اقامة الشهود فی رد الیهود»، موسوم گشت، به زبان عبری منتشر کرد که در فصلی از آن، به پیشگویی کودک پرداخته شده است.
اما در اسفند ۱۱۷۵ شمسی، خاخام مسلمان شده دیگری به نام حاج بابا قزوینی یزدی در یزد کتابی به نام «محضر الشهود فی رد الیهود» منتشر کرده بود که او نیز در آن، وحی کودک و برخی فقرات آن را معرفی کرده بود.
البته برخی دیگر همچون محمدتقی سپهر نیز تقریباً در همان دوره، ادعای رؤیت کتاب وحی کودک را کرده و به آن پرداخته‌اند اما تاکنون کسی از پژوهشگران فارسی زبان، با ارائه مشخصات و آدرس دقیق و کافی از نسخه یا نسخه‌هایی خطی از این کتاب در کتابخانه‌ها یا نسخه و نسخه‌هایی چاپ شده از آن، به معرفی این اثر نپرداخته است. در چنین شرایطی به هر حال اذهان شکاک به این سمت میل می‌کنند که شاید «وحی کودک»، کتابی ساختگی، وهمی و جعلی در میان مسلمانان یا مسلمان‌شدگان ایرانی باشد.

در سال ۱۳۸۵ شمسی نیز کتابی در قطع جیبی، به نام «کتاب مخفی یهود؛ نبوئت هیلد» در مورد «وحی کودک» در ایران منتشر شده است. در کتاب مذکور در بحث از پیشینه تاریخی «وحی کودک»، جملاتی آمده است که در ادامه نقل شده‌اند. این جملات را می‌توان چکیده‌ای از آنچه منابع فارسی زبان تاکنون در مورد ماخذ و منبع وحی کودک معرفی کرده‌اند، به حساب آورد. در صفحه های ۱۸ و ۱۹ این کتاب چنین می‌خوانیم:
«علمای یهود، بعضی مبهمات [در کتاب وحی کودک (نووئت هیلد)] را بهانه قرار داده و علامات و بشارات روشنی که راجع به پیامبر بزرگ اسلام بود را مربوط به شخصی نامعلوم دانسته و این کتاب را متروک و در دسترس طالبین و عوام یهود قرار نمی‌دهند. اما در اثر عنایت خدای متعال یکی از علمای بزرگ یهود پس از تأمل در آیین اسلام، مشرف به دین مقدس اسلام گردید و بر اثر یک اتفاق، کتابی از کتب بنی‌اسرائیل به نام «تبعید و میصواه» برای چاپ آماده می‌شد و از حُسن تصادف نسخه صحیحی از کتاب نبوئت که به نظر علمای یهود آن زمان هم رسیده و بر صحت آن گواهی داده و مقدمه‌ای هم بر آن نوشته بودند، در آن موجود بود. این عنایت خدای متعال منجر به این گردید که سخنان الاهی آن کودک از پشت پرده‌های ضخیم مرض‌ها و غرض‌ها بیرون آید.»

### توضیحاتی در مورد کتاب
- تفسیر کابالا خاخام آبراهام بن الیزر حلوی.
- تفسیر اسحاق استانوف.